# Capella de Sant Jaume de Castelló
La Capella de Sant Jaume de Castelló està construïda al costat de la Masia de Sant Jaume. Dalt del penya-segat fluvial de la Riera de Sant Jaume. Està inclosa dins del terme municipal d'Olesa de Montserrat. És una de les ermites que trobem al municipi, juntament amb Sant Pere Sacama. És una obra inclosa a l'Inventari del Patrimoni Arquitectònic de Catalunya.
Degut a l'erosió fluvial, hipotèticament en els segles passats hi havia una altra ermita en el mateix punt, però segons es creu fou derruïda per l'acció de la riera homònima. Aquest fet comportà la creació d'una nova ermita en el mateix punt. Avui dia, l'ermita està greument afectada, ja que no hi trobem el sostre, només un arc que se sosté únicament per gravetat. La paret frontal està seccionada en tres parts i tendeix a caure.

## Descripció
Capella, pràcticament enrunada, però que conserva la seva estructura. És d'una sola nau, acabada en absis pentagonal, a la qual se li va adossar, l'any 1764, la sagristia i possiblement algun contrafort. Una motllura, encara present en algun sector, recorria tota la paret de la nau. L'interior conserva algun tros de paret arrebossat i, al costat de l'absis, hi ha una petita finestra, així com un arc, a punt de caure. La porta, allindanada, és feta de carreus rectangulars ben tallats, també presents als angles dels murs. A la resta del mur hi ha bàsicament pedra combinada amb maó i amb còdols de riu. A la part inferior externa del mur de l'absis, el mur sembla més antic, aprofitat al fer l'actual edifici. El campanar és d'un ull.

## Història
Segons la fitxa del COAC és del segle xv. És possible, però, que fos edificada al lloc d'una capella més antiga. De fet, en els anys 1970-1980 es va descobrir, a l'indret, una necròpolis visigòtica. El que és segur, i tal com consta a la llinda de fusta de la sagristia, és que en el 1764 fou reformada. Domina la riera de Sant Jaume, sota seu, ara seca, on es troba caigut el sostre de la capella.
El nom d'aquest lloc (Sant Jaume de Castelló) podria fer referència a la presència d'algun element fortificat o amb caràcter defensiu. La finca també s'havia anomenat mas de Questeo o del Castallo, mas Casaldefels i Castell defels, i tant la masia com l'església estan dalt d'un turó, just damunt d'un alt precipici sobre la riera de Sant Jaume. Segons l'estudiós Josep M. Sibina la masia està documentada al segle xii.

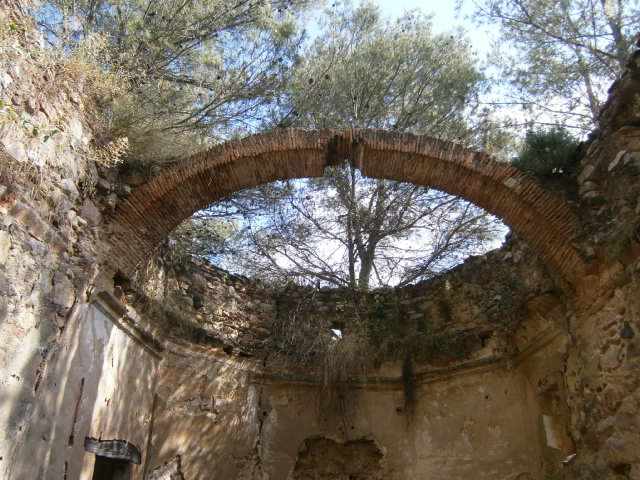

L'ermita ha estat tradicionalment una de les fites dels pelegrins que es dirigeixen a Montserrat. Al segle xv ja està documentat que se celebrava una missa per la diada de sant Jaume. Més recentment, l'aplec que s'hi feia per aquesta diada consistia en una missa amb cant dels goigs en honor del sant, un àpat tradicional a la masia, sessió de música amb acordió, ballada de sardanes i comptava amb l'assistència de la Guàrdia Civil de Cavalleria de Terrassa.
L'any 2002 es va constituir una Associació d'Amics de Sant Jaume, que va estar activa durant uns anys amb l'objectiu d'impulsar la recuperació de la capella.